# Maxille

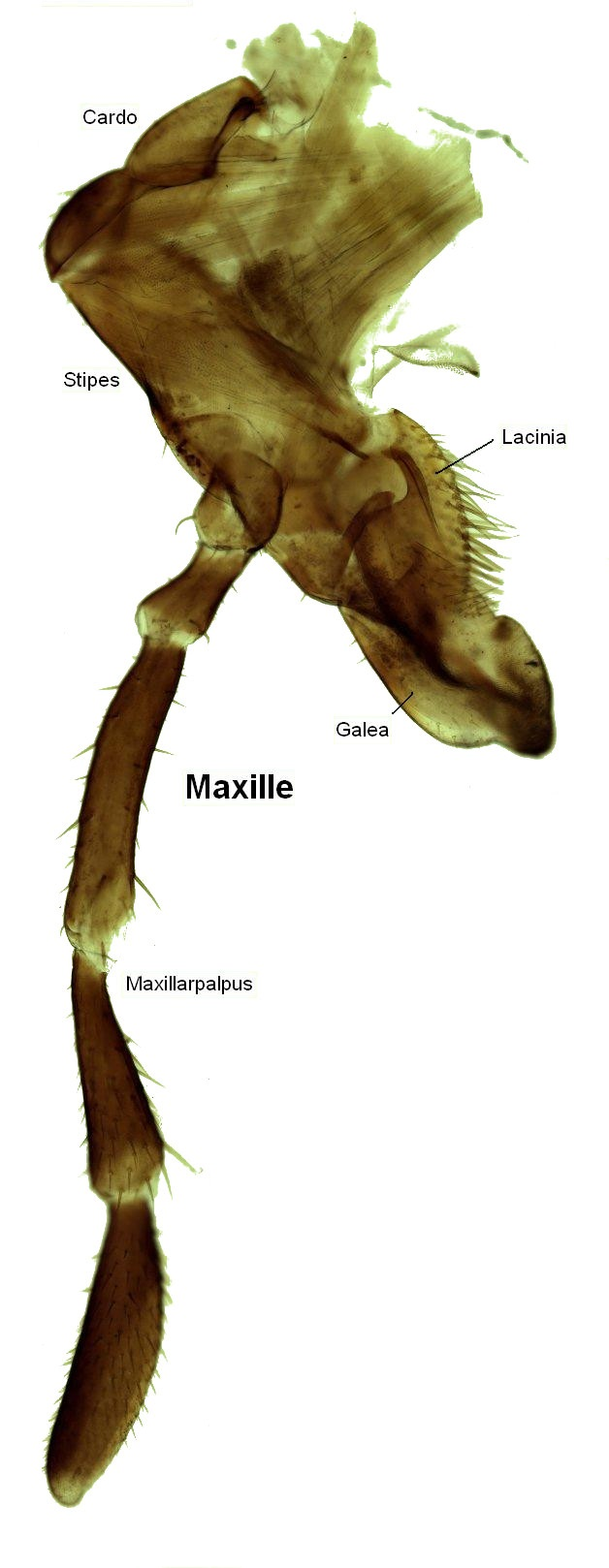
Maxille der Amerikanischen Großschabe (Periplaneta americana) mit Beschriftung der einzelnen Teile

Die Maxillen gehören zu den Kopfextremitäten, die bei Krebstieren (Crustacea) und Insekten (Insecta) im weiteren Sinne auftreten. Bei den Insekten und der übergeordneten Gruppe der Tracheentiere (Tracheata) sind die Maxillen in eine Kopfkapsel integriert und dienen hier als Mundwerkzeuge.

## Krebstiere
Auch bei Krebstieren sind die Maxillen in der Regel an der Nahrungsaufnahme beteiligt. Der Übergang zwischen den Extremitätenfunktionen ist bei den Krebstieren allerdings fließend und variiert zwischen Schwimmbein und Mundwerkzeug. Die Maxillen bilden bei Crustaceen die vierte und fünfte Extremität im Cephalothorax. Man spricht hier aber auch von Maxillipeden, wenn sich den beiden Maxillen weitere Rumpfbeine als Mundwerkzeuge anschließen (beim Flusskrebs sind dies beispielsweise drei Paar Maxillipeden).

## Insekten

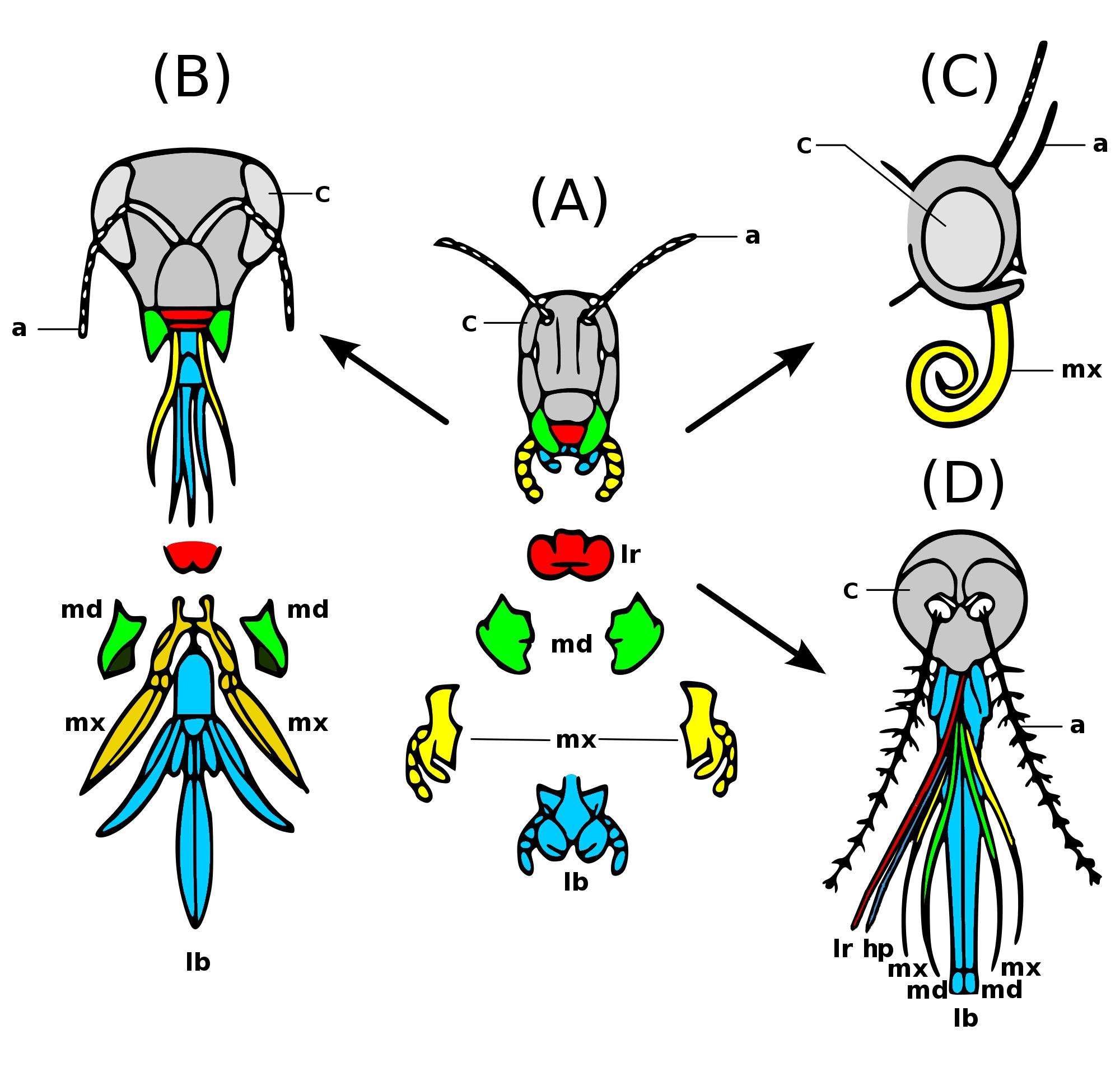
Maxillen (in Gelb dargestellt) bei verschiedenen Insektenköpfen.

Insekten haben weitestgehend hochdifferenzierte und spezialisierte Mundwerkzeuge. Die Maxillen bilden bei Insekten die dritte und vierte Kopfextremität nach den Antennen und den Mandibeln, da die zweiten Antennen im Laufe der Evolution verloren gegangen sind. Entsprechend sind die Maxillen der Krebse und die der Insekten und Tausendfüßer homologe Strukturen.
Die zweiten Maxillen sind bei den Insekten immer zu einem einheitlichen Labium verwachsen. Das Labium ist nicht mit dem Labrum zu verwechseln, das die Mundwerkzeuge als Oberlippe abschirmt, sich aber nicht von den Extremitäten ableiten lässt. Bei stechend-saugenden Insekten bildet das Labium als die verwachsene zweite Maxille die Grundlage für das Saugrohr.